# Refugi de Colomers
El refugi de Colomers és un refugi de muntanya propietat del Conselh Generau d'Aran, que està situat a 2.135 m d'altitud, al costat de l'Estanh Major de Colomers al Circ de Colomèrs, dins del municipi de Naut Aran, a la comarca de la Vall d'Aran i dins de la zona perifèrica del Parc Nacional d'Aigüestortes i Estany de Sant Maurici. El refugi, inaugurat l'any 2008, està guardat tot l'any amb una capacitat de 60 places per a dormir.
El refugi, un edifici de dos plantes i golfes, disposa de 5 habitacions amb lliteres, matalassos i flassades. També disposa de WC i dutxes, servei de menjar i beure i una emissora d’emergència connectada amb el grup de rescat de muntanya dels Pompiers d’Aran.
És punt de pas del sender de Gran Recorregut GR-11 i es troba dins del circuit de la travessa Carros de Foc que uneix els nou refugis del Parc Nacional d'Aigüestortes i Estany de Sant Maurici, i es troba circumdat per cims com La Creu de Colomèrs, el Gran Tuc de Colomèrs o el Tuc de Ratèra.

## Accés
La localitat més propera és Tredós, des d'on s'accedeix a la Vall d'Aiguamòg i a Es Banhs de Tredòs, on des del 15 de juny i fins al 15 de setembre és obligat deixar el cotxe al pàrquing.
Des del pàrquing d'Es Banhs de Tredòs, s'accedeix en 2 hores a peu fins al refugi. També es pot utilitzar el servei de taxis, els quals ens deixaran a 40 minuts a peu dl refugi.

## Història
Fou inaugurat l’any 2008 prop de l’emplaçament de l'antic refugi gestionat per la Federació d’Entitats Excursionistes de Catalunya (FEEC) anomenat Colomèrs II i ara Refugi vell de Colomers.

## Ascensions i travessies
- Ascensió al Tuc de la Sendrosa (2.482 m). Duració 2 hores 45 minuts.
- Ascensió a La Creu de Colomèrs (2.895 m). Duració 3 hores.
- Ascensió al Gran Tuc de Colomèrs (2.933 m). Duració 3 hores 30 minuts.
- Ascensió al Tuc de Ratèra (2.861 m). Duració 3 hores.
- Ascensió al Tuc deth Podu. Duració 2 hores 30 minuts.
- Ascensió al Montarto (2.833 m). Duració 4 hores.
- Ascensió al Pic Blanc (2.881 m). Duració 3 hores.

- Senders de llarg recorregut: GR 11 Final de l'etapa 22, del Refugi de la Restanca al Refugi de Colomèrs (4 h 35 min) i inici de l'etapa 23, del Refugi de Colomèrs al Refugi d’Ernest Mallafré (4 h 30 min).

- Travessa Carros de Foc, inici i final de les etapes: Refugi de Saboredo – Refugi de Colomèrs (2-3 hores) i Refugi de Colomèrs – Refugi de la Restanca (3-4 hores).